# Dracaena fragrans
Espèce
Synonymes
- Dracaena deremensis Engl., 1902

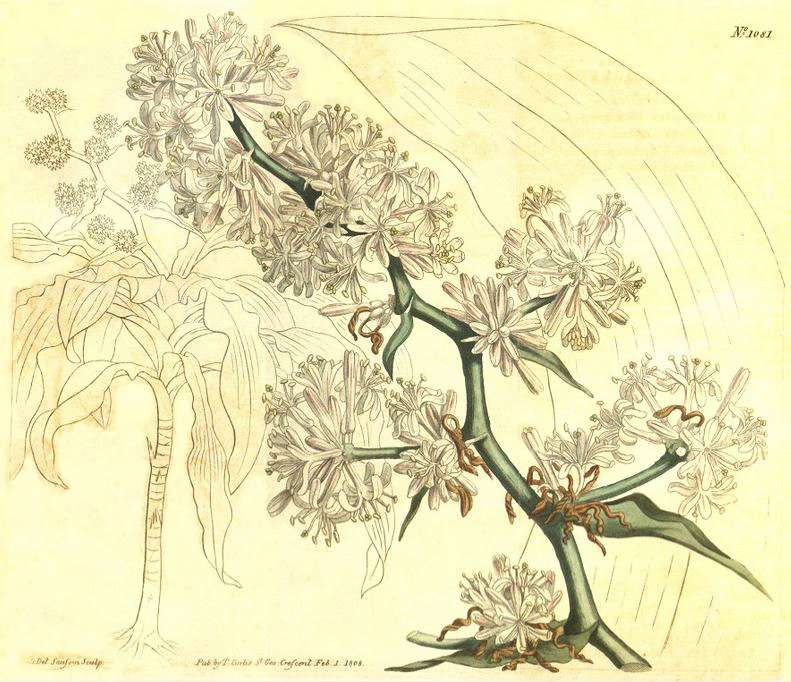
Dracaena fragrans, Curtis's Botanical Magazine, 1808

Dracaena fragrans, le dragonnier parfumé ou dragonnier d'Afrique tropicale, communément appelé simplement dragonnier, est une espèce de plantes de la famille des Liliacées selon la classification classique ou des Asparagaceae selon la classification phylogénétique, originaire d'Afrique tropicale. Elle est très répandue comme plante d'appartement pour son beau feuillage très souvent panaché et pour sa facilité de culture.
Aux Antilles françaises, où il est connu sous le nom de sandragon, on le cultive pour constituer des haies brise-vent en zone bananière et comme arbuste ornemental dans les jardins. Il est aussi très communément cultivé dans les jardins tropicaux du monde entier.

## Étymologie et histoire de la nomenclature
Le nom de genre Dracaena dérive du grec drakaina δρακαινα « dragon femelle », l'épithète spécifique est l'adjectif latin fragrans « odorant, parfumé » (Gaffiot).
Linné identifia le taxon en 1753 dans Species plantarum sous le nom binomial de Aletris fragrans (basionyme), classe des Hexandria (6 étamines) Monogynia (1 pistil). Quand en 1767, il créa le genre Dracaena avec Dracaena draco comme espèce type (Systema Naturae ed.12, 2:246), il garda cependant le même statut au taxon Aletris fragrans p. 248.
En 1808, Ker Gawler (1764-1842) transféra finalement le taxon sous Dracaena fragrans (dans Curtis's Botanical Magazine 27, t.1081, 1808, plate 1081) avec l'illustration donnée ci-contre.

## Synonymes
Selon Tropicos les synonymes sont:
- Aletris fragrans L. (basionyme)
- Dracaena deremensis Engl.
- Pleomele fragrans (L.) Salisb.

Le genre Dracaena créé par Linné en 1767 est proche des genres Cordyline et Sansevieria aussi le taxon fut-il également décrit sous ces genres:
- Cordyline fragrans (L.) Planch.
- Sansevieria fragrans (L.) Jacq.

## Description

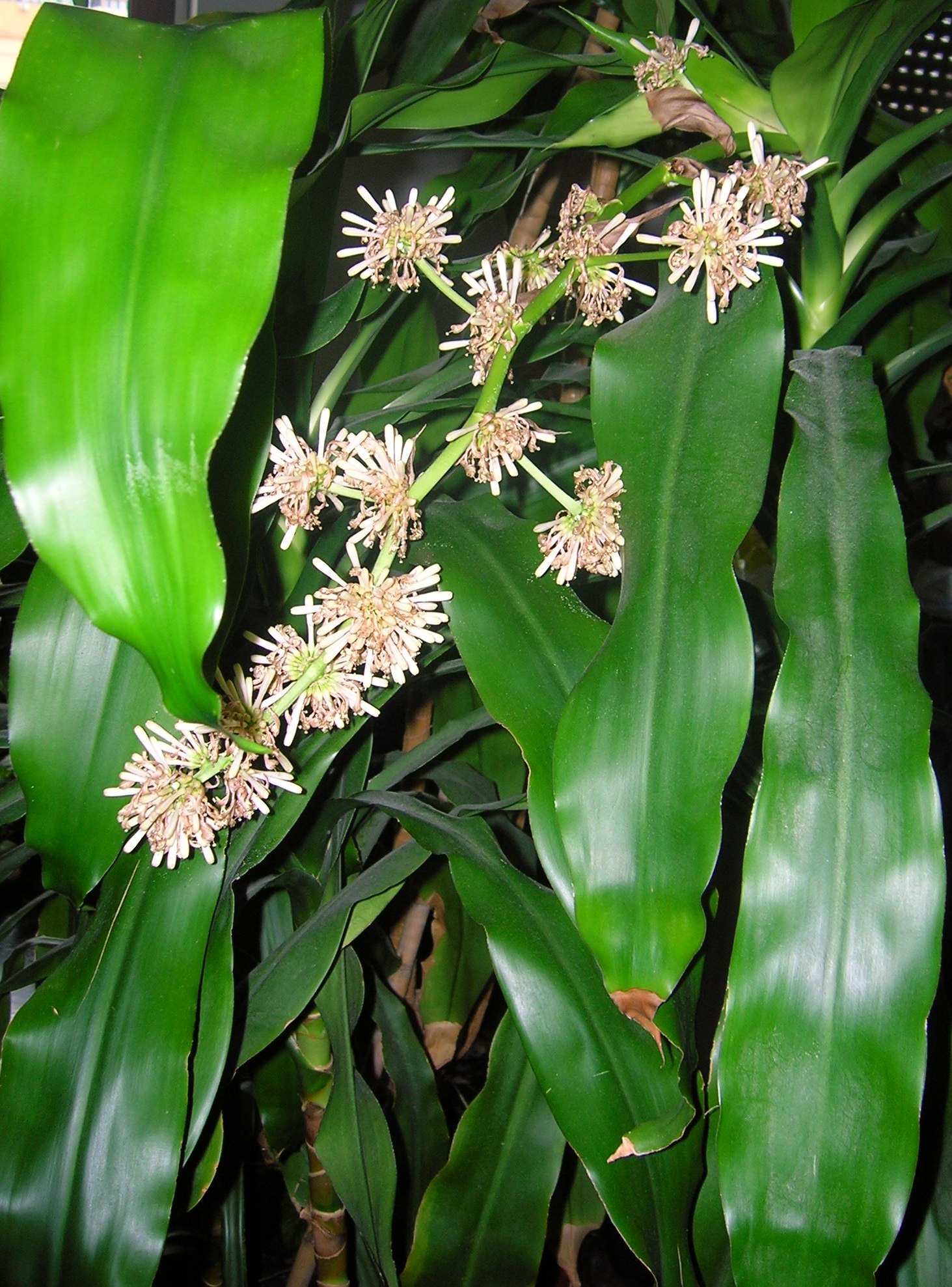
Feuillage et fleurs

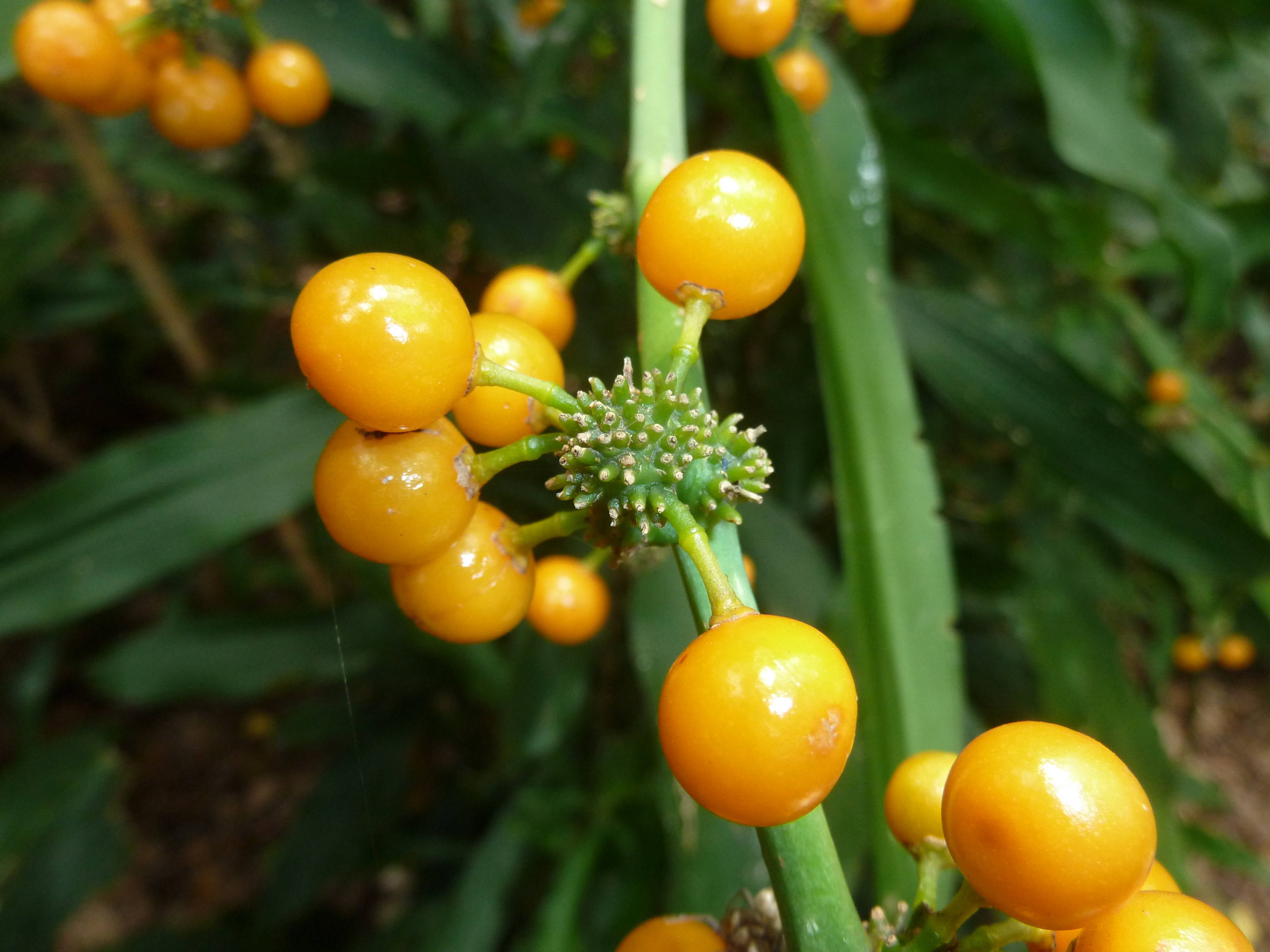
Fruits

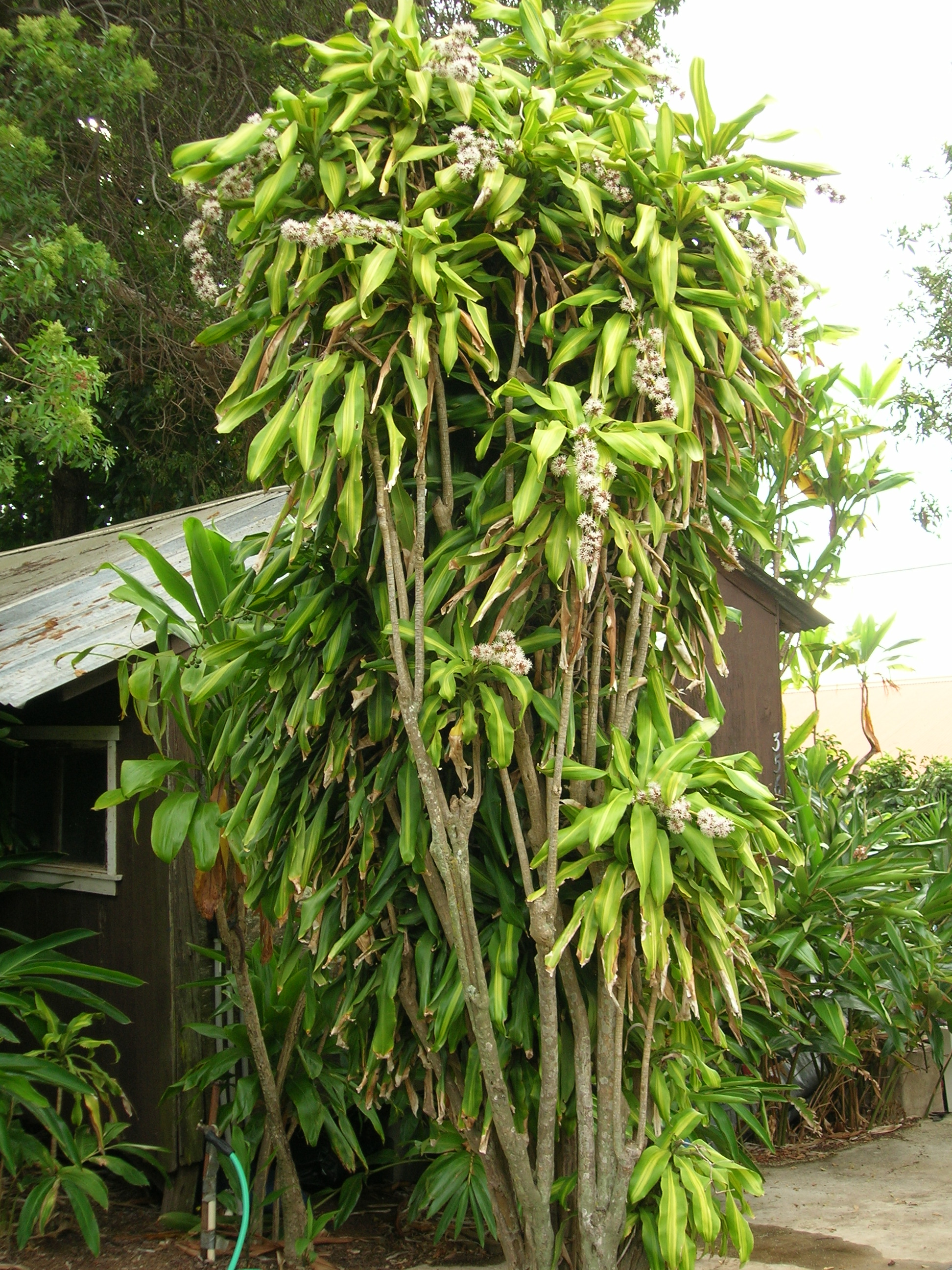
Dragonnier âgé, ramifié (Hawaii)

À l'état naturel, les dragonniers poussent souvent en cépée. Ils peuvent atteindre 3 m en intérieur et 15 m en extérieur en zone tropicale. La tige peut atteindre 30 cm de diamètre. Généralement unique, elle peut se ramifier pour les sujets âgés.
Les feuilles sont lancéolées-oblancéolées, sessiles, amplexicaules (base engainant la tige), à apex aigu, brillantes, arquées pour les plus anciennes, de 20 à 150 cm de long et 2 à 12 cm de large. Elles forment des touffes denses au sommet des tiges nues.
Les inflorescences terminales sont érigées ou pendantes, en panicules, de 15 à 160 cm de long. La fleur comporte un tube blanc et six lobes blancs avec une ligne rouge pourpre au centre. Six étamines s'insèrent sur le tube. Les lobes sont plus longs que le tube. Les fleurs se ferment durant le jour et s'ouvrent en fin de journée.
Les dragonniers parfumés fleurissent rarement en intérieur mais, sous certaines conditions, les plantes matures peuvent porter des fleurs couleur crème en forme étoilée. Elles développent alors en soirée une senteur très agréable et exotique de vanille et d'ylang-ylang avec une note de muguet et de jacinthe. Aux Antilles, les sandragons fleurissent en janvier-mars durant environ deux semaines.
Le fruit est globuleux, orange brillant, de 11-19 mm de diamètre.
Elle est appelée "Plante maïs" en anglais pour la ressemblance évidente de ses feuilles avec celles d'un plant de maïs.

## Répartition
Dracaena fragrans croît naturellement en Afrique tropicale: Cameroun, République démocratique du Congo, Guinée équatoriale, Gabon, Kenya, Malawi, Mozambique, Tanzanie, Ouganda, Zambie et Zimbabwe.
Il est aussi largement cultivé comme plante d'intérieur partout dans le monde.
D. fragrans est communément cultivé  en pleine terre dans les régions tropicales comme aux Antilles françaises, à La Réunion, etc.

## Culture

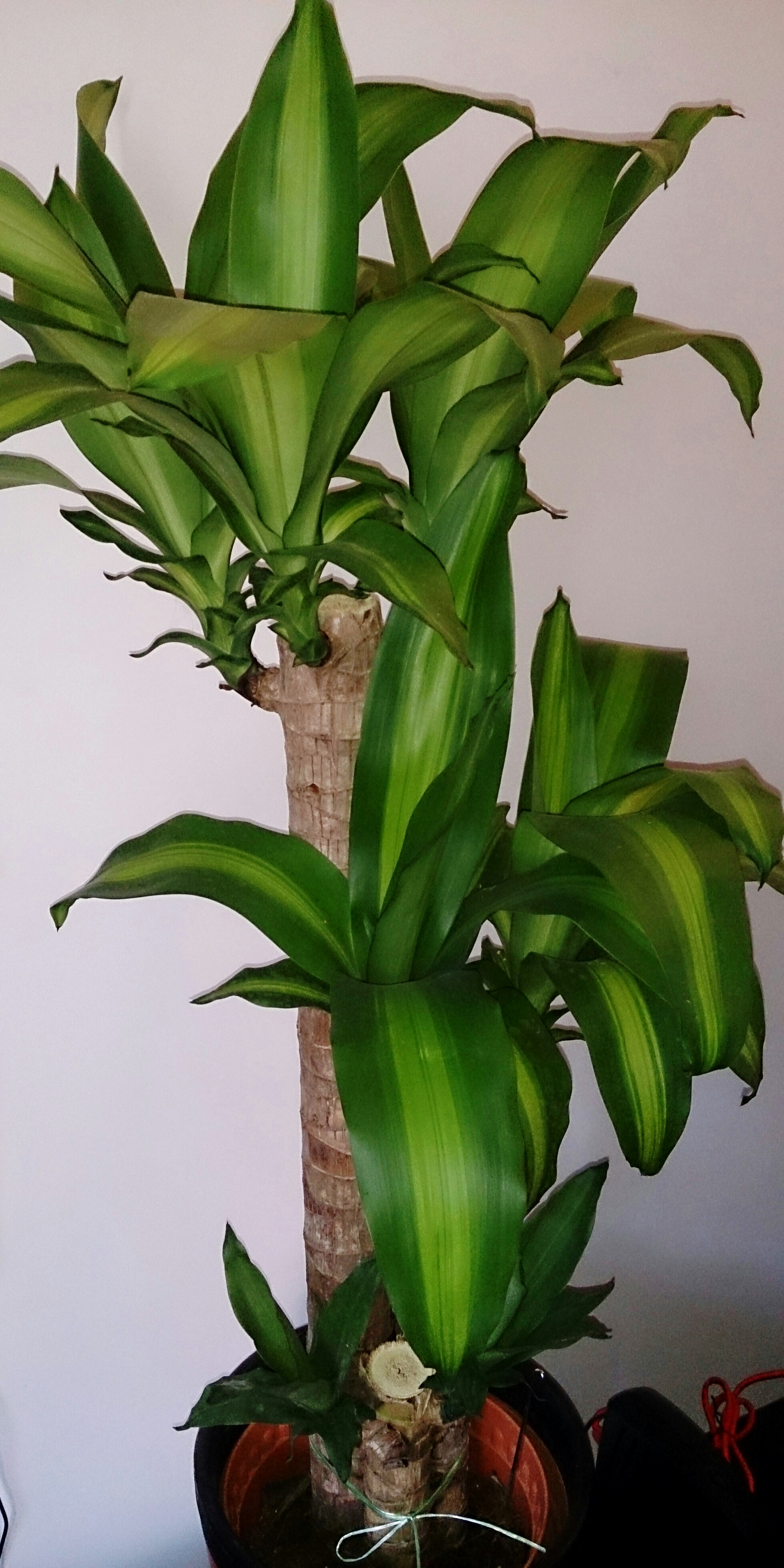
Dracaena fragrans 'Massangeana' est une plante d'appartement très répandue.

Dans les régions où il ne gèle pas (Zone USDA 10A-12), le dragonnier est utilisé pour faire des haies ou comme arbuste ornemental dans les jardins. Il est apprécié dans les jardins tropicaux pour ses floraisons nocturnes intensément parfumées. Aux Antilles, il est cultivé comme haie brise-vent en zones bananières. On le trouve aussi échappé.
Ailleurs, on l'utilise comme plante d'appartement. Elle est peu exigeante et demande peu de soin. Une étude réalisée en 1989 par la NASA cite Dracaena fragrans 'Janet Craig' parmi les plantes les plus efficaces pour débarrasser l'intérieur des bâtiments des principaux polluants domestiques (comme le formaldéhyde, trichloroéthylène et benzène).
Il se développe relativement lentement (environ 10 cm par an) dans un mélange terreau-sable bien drainant. Un apport d'engrais régulier sera efficace au printemps.
Il apprécie une exposition lumineuse et poussera plus lentement à mi-ombre.
Il a besoin de chaleur, d'humidité et d'une température de 18 °C à 20 °C en permanence.

### Propagation
Dracaena fragrans est propagé par bouturage de segments de tiges de 10-20 cm de longueur qu'on laisse sécher, puis qu'on plante dans du sable humide jusqu'à ce qu'ils prennent racine. Les nouvelles pousses, généralement deux ou trois, apparaissent sur de vieilles cicatrices foliaires au sommet de la tige.

## Liste des variétés et formes
Selon Tropicos (10 juillet 2013) (Attention liste brute contenant possiblement des synonymes) :
- variété Dracaena fragans var. 'compacta', plus compacte
- variété Dracaena fragrans var. 'fragrans'
- variété Dracaena fragrans var. 'lindenii', feuilles à bandes marginales blanc crème
- variété Dracaena fragrans var. 'massangeana' (Rodigas) E. Morren, feuilles à bande jaune centrale
- variété Dracaena fragrans var. 'victoria' (W. Bull) O.F. Cook, feuilles larges, pendantes, à bande centrale argentée et marges jaunes
- forme Dracaena fragrans fo. 'wacheana' Wacha ex Siebert

## Photos

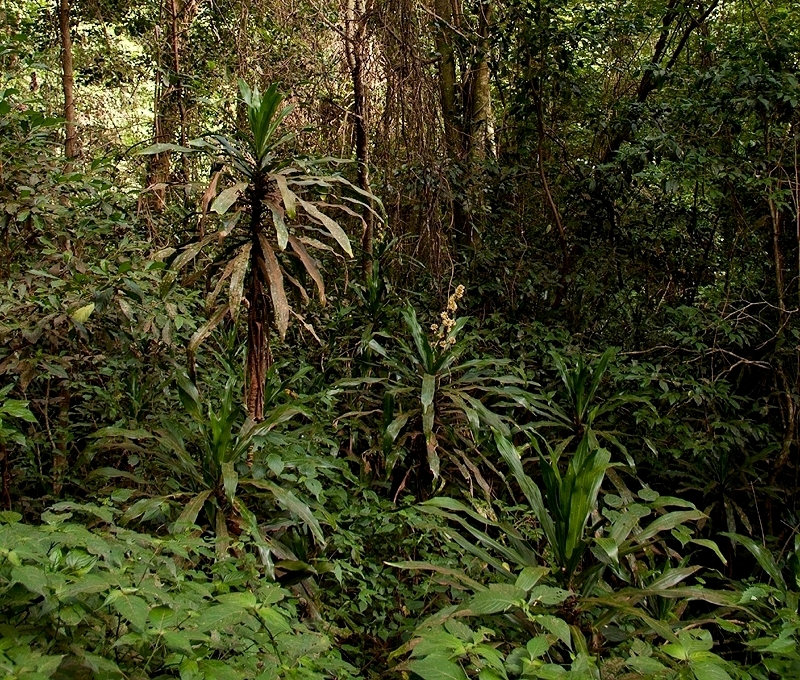
D. fragrans, Forêt de Chirinda, Mont Selinda, Zimbabwe oriental.
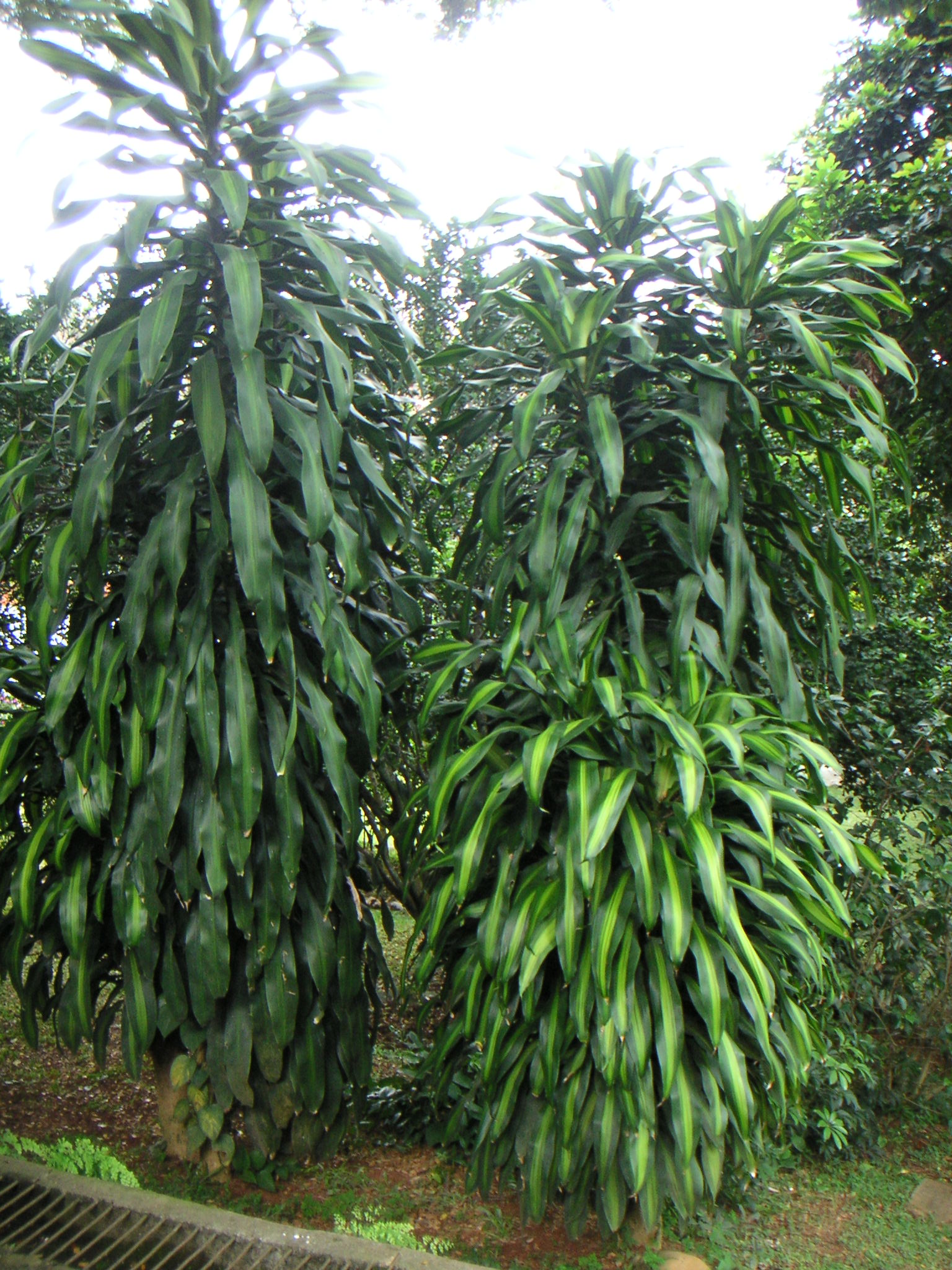
Dracaeana fragrans 'Massangeana'.
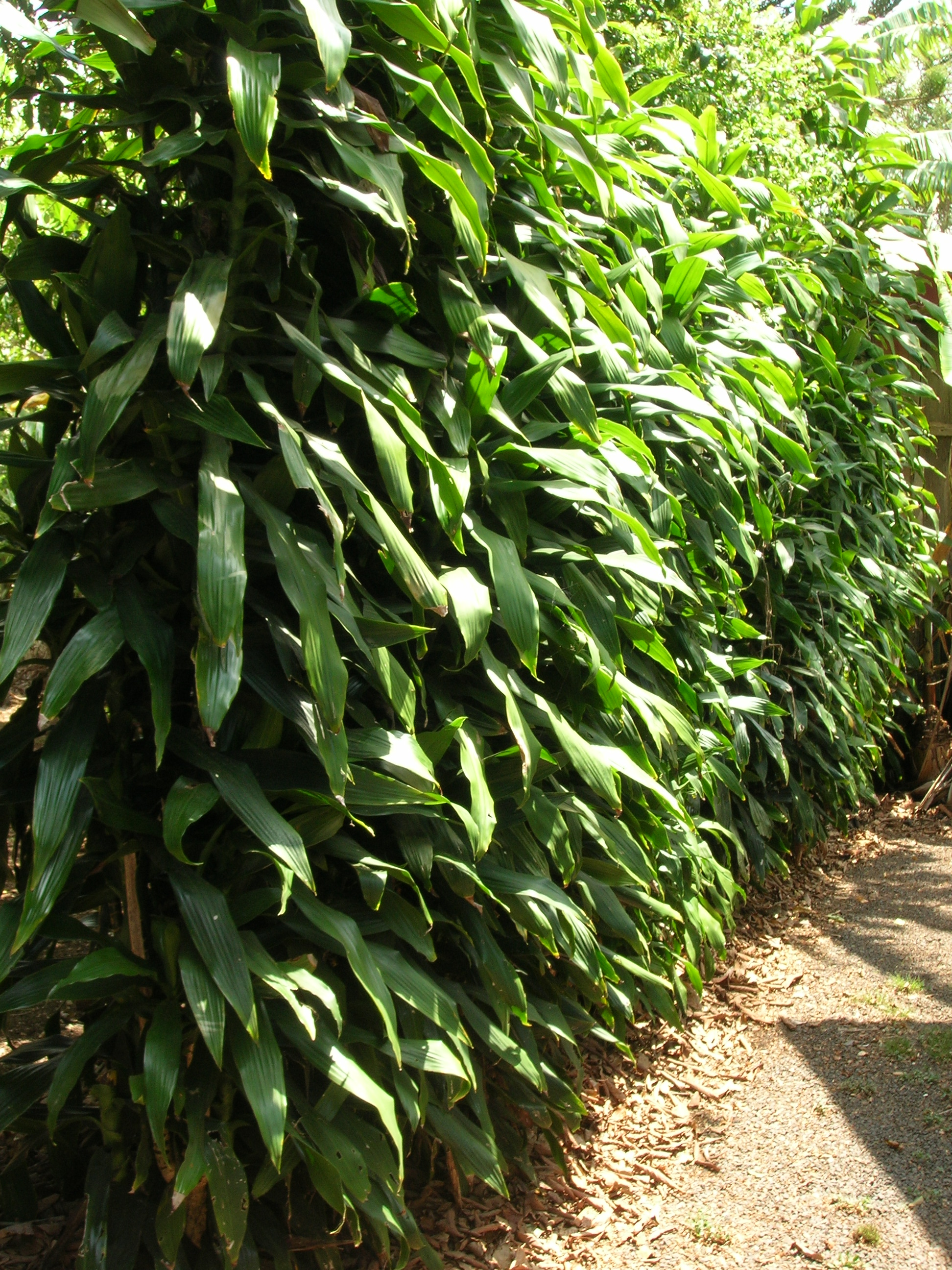
Haie.
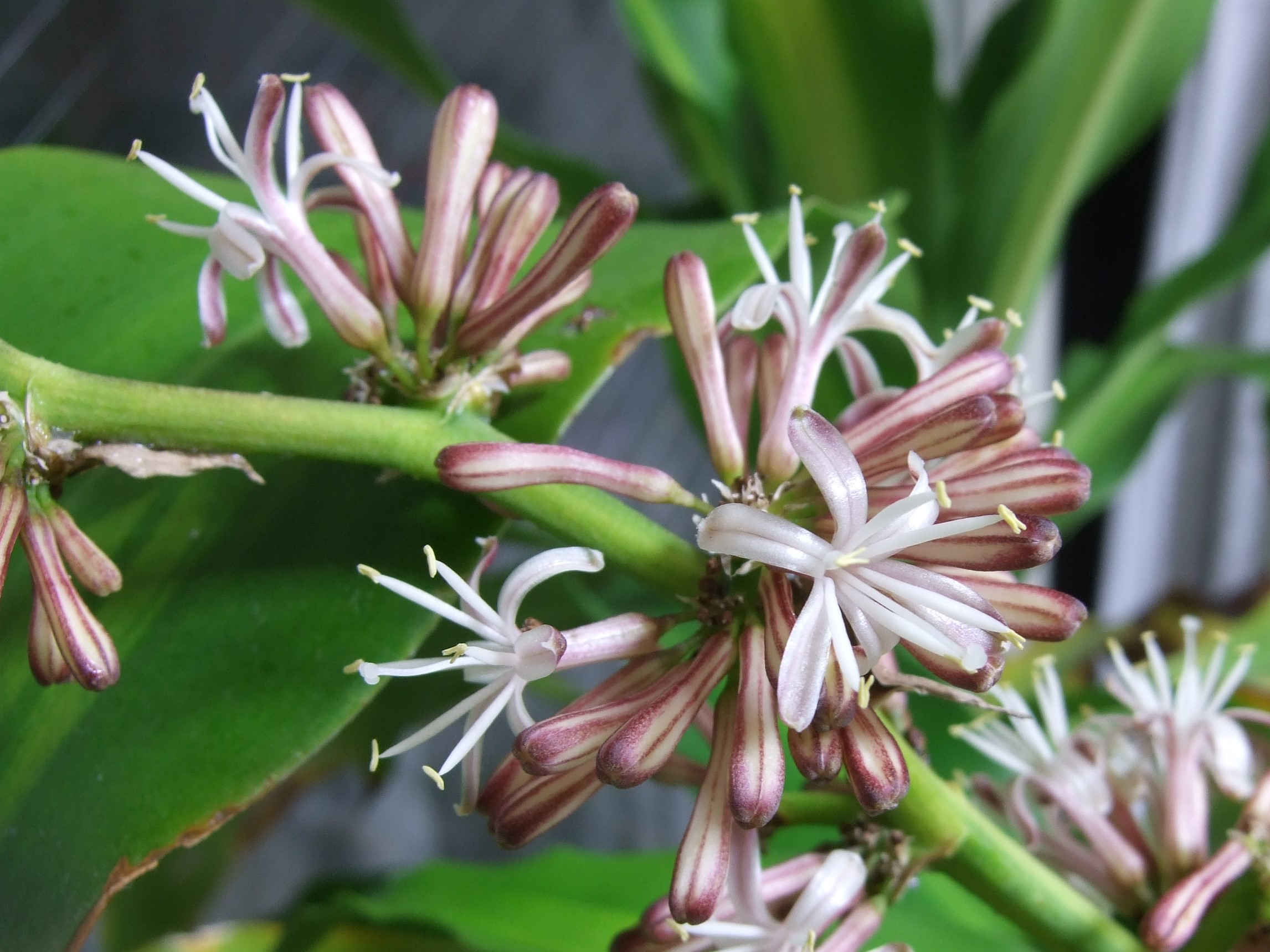
Fleurs.